# Val Mora
Das Val Mora (früher Val da Fraele und Val dellas Alps) ist ein Hängetal, das zum Val Müstair und damit zu Graubünden gehört. Das Tal ist L-förmig, etwa zehn Kilometer lang und erstreckt sich vom Gebiet Döss Radond auf der Alp Clastra (2234 m) bis zur italienischen Grenze in der Nähe des Livigno-Stausees (1890 m). Es gehörte seit 1970 zur Gemeinde Müstair und ging mit der Gemeindefusion am 1. Januar 2009 in die neue Gemeinde Val Müstair ein.

## Lage
Das Tal wird umrahmt vom Piz Murtaröl (3180 m), Piz Tea Fondada (3144 m), Piz Schumbraida (3125 m) im Süden, dem Piz Turettas (2963 m) und Piz Daint (2968 m) im Norden sowie der Cima del Serraglio (2685 m) im Westen. Über den Übergang Jufplaun bzw. Buffalora ist das Tal mit dem Ofenpass verbunden, während die Verbindung über die Alp Clostra (Klosteralp) ins Val Vau und damit nach Santa Maria führt.
Das Tal wird von der Aua da Val Mora durchflossen. Der Wasserstand schwankt stark, teilweise mäandriert der Bach.
Das Val Mora ist von Italien her nur zu Fuss und per Mountain Bike zugänglich. Die Alpen werden von Santa Maria her über die Alp Clastra bedient, abgesehen von den Milchtransporten ist die Fahrstrasse mit einem Fahrverbot für Motorfahrzeuge belegt. Politisch gehörte das Val Mora bis zur Gemeindefusion des Val Müstair am 1. Januar 2009 zur Gemeinde Müstair und bildete eine Exklave. Diese Exklave umfasste allerdings auch Teile des durch die Wasserscheide bei Döss Radond vom Val Mora getrennten Val Vau.

## Wasserscheide
Döss Radond (rätoromanisch) heisst übersetzt Rundhöcker und entstand durch Gletscherschliff während der Würmeiszeit. Das Gebiet bildet eine kontinentale Wasserscheide. Das Wasser der Aua da Val Mora fliesst von da via Ova dal Gall, Lago di Livigno und Spöl in den Inn, über diesen in die Donau und damit ins Schwarze Meer. Schon der Umstand, dass mit dem Livigno-Tal – geografisch gesehen – Italien auch ins Schwarze Meer entwässert, ist eine Besonderheit; umso mehr, als auch dieses seinerseits teilweise von Schweizer Gebiet gespeist wird.

## Natur

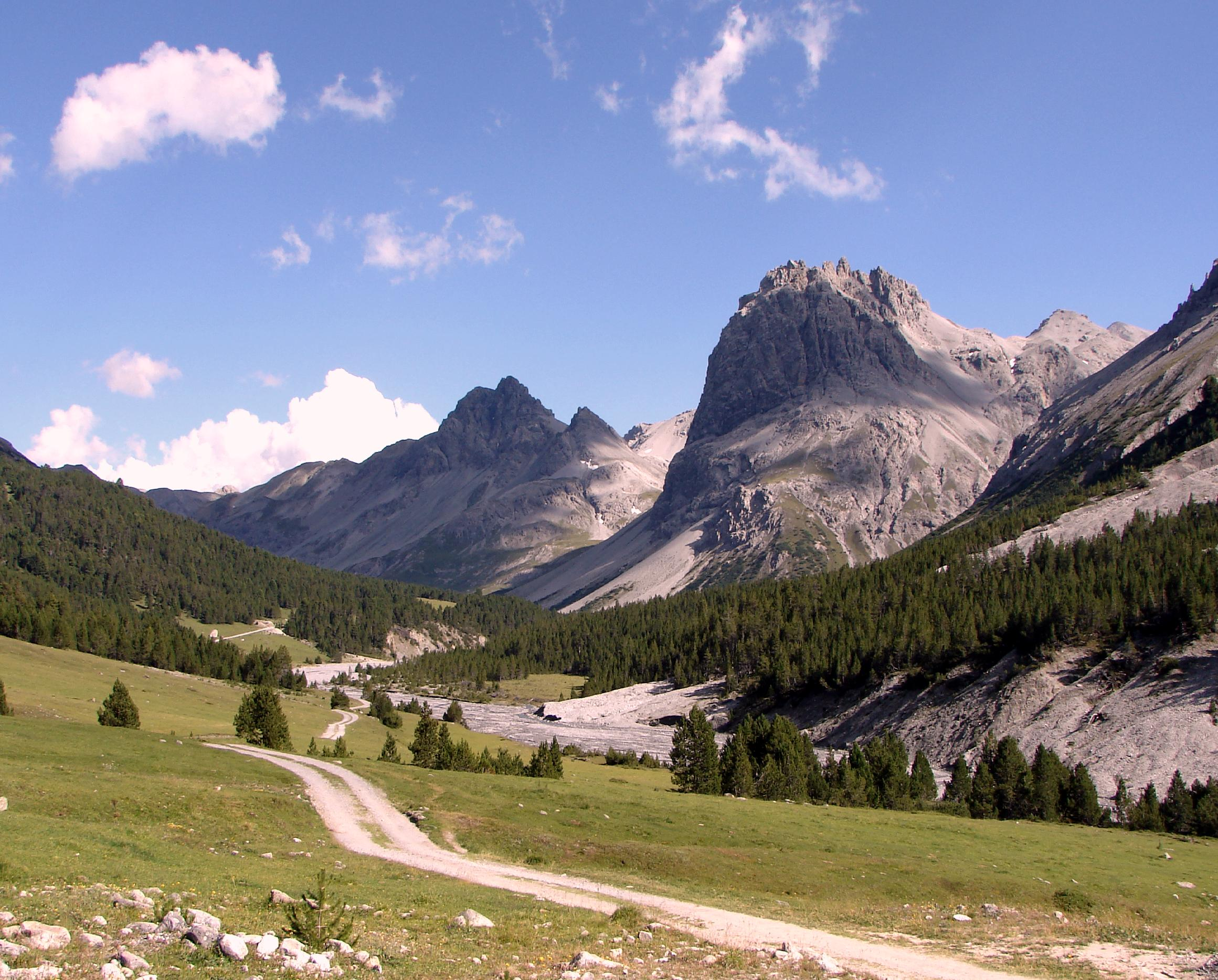
Blick zum Monte Forcola und Cuclèr da Jon dad Onsch

Das Tal ist geprägt von parkartigen Bergkiefer- und Arvenlandschaften mit einer Baumgrenze bei etwa 2300 Metern. Der Wald wird heute forstwirtschaftlich praktisch nicht mehr genutzt. Bei La Stretta befindet sich ein Hochmoor.
Im Tal kommen Gämsen und Rothirsche vor, manchmal auch Rehe. Faunistisch wichtig sind ausserdem Schneehühner, Birkhühner und Schneehasen. Das Val Mora ist ein Jagdgebiet.
Das Val Mora wurde 1979 unter Schutz gestellt (Landschaftsschutzzone).

## Nutzung

### Besiedlung
Es gibt keine Ganzjahressiedlungen im Tal. Im Sommer genutzt werden die beiden Alpen Alp Mora und Alp Sprella (wörtlich Schachtelhalmalp). Die Alpen gehören der Gemeinde Müstair und werden von circa 130 Kühen und 200 Schafen bestossen. Die Alpauffahrt erfolgt in der zweiten Junihälfte.
Das fruchtbare Gebiet des Tals wurde früher mit Kanälen bewässert. Die Kanäle führen heute mehrheitlich kein Wasser mehr, doch häufig folgen die Wanderwege diesen Kanälen.

### Verkehr
Der Zugang zum Tal über den Passo Cruschetta scheint schon in der Bronzezeit genutzt worden zu sein, wie Funde aus dem Tal belegen.
1795 war der Bau eines Gasthauses im Gebiet Plazetta (etwa in der Talmitte) Gegenstand einer Vereinbarung, und dieses war offenbar sogar im Winter zugänglich. Bis zum Ausbau der Passstrasse über den Umbrail im Jahr 1901 wurde der wesentlich tiefere Übergang bei Döss Radond als Säumerverbindung zwischen Val Müstair und dem Veltlin genutzt. Wichtigste Transportgüter waren Holz, Salz und Wein. Die historische verkehrstechnische Bedeutung ging vollständig verloren.

### Militär
Das Gebiet am linken Hang unterhalb des Piz Schumbraida wurde vom Zweiten Weltkrieg an bis 2005 vom Schweizer Militär als Schiessplatz genutzt.

### Tourismus
Aufgrund der Abgelegenheit dient das Tal vor allem dem Wander- und Skitourentourismus sowie dem Pferdetrekking, meist ausgehend vom Ofenpass. Das Tal grenzt an den Schweizerischen Nationalpark, gehört aber nicht dazu.
In neuerer Zeit wurde das Tal von Bikern entdeckt. So führt seit 2003 die traditionelle Route der Top of Graubünden durch das Val Mora. Weiterhin wird das Val Mora von vielen Mountainbikern auf ihren Alpencross-Touren durchfahren.
Touristische Bauten sind durch die Ausweisung des Tals als Landschaftsschutzschone nicht zugelassen. Stall und Alphütte von La Sprella werden jedoch seit 1980 als Übernachtungsstätte genutzt. Es existiert zu diesen Bauten ein ursprünglich für 2011 geplantes Projekt der SAC-Sektion Engiadina Bassa: Die beiden Gebäude der ehemaligen Alp sollen zu einer SAC-Hütte umgebaut werden. Die Gemeinde Val Müstair unterstützt das Projekt. Die Anlage sollte ursprünglich ganzjährig, nach späteren Plänen jedoch nur im Sommer zwischen 60 und 70 Schlafplätze bieten, und zwar für Wanderer, Familien und Skitourengeher. Die Kosten für den Umbau wurden auf etwa 1,8 Millionen Franken geschätzt. Es besteht seit der Ankündigung im Jahr 2009 Widerstand aus Umweltkreisen, namentlich von Seiten von Pro Natura, vom WWF Graubünden und von der Stiftung Landschaftsschutz Schweiz. Die Vorbehalte bestehen darin, dass das Tal im Winter ein wichtiges Rückzugsgebiet für Wildtiere sei.

## Name
Gelegentlich wird der Name des Tals volksetymologisch auf das Moor bei La Stretta zurückgeführt, aber auch auf Italienisch mora oder rätoromanisch mura (dt. Brombeere). Tatsächlich wird die Alp Mora im 12. Jahrhundert erstmals als Alpe Maior (dt. grössere Alp, auch Alpe Major und Alpe Mayor) urkundlich erwähnt.

## Sagenwelt
Erzählt wird unter anderem die Sage von einer angeblich schönen Alp, die am Ausgang des Seitentals Tea Fondada (wörtlich «versunkene Alphütte») gelegen habe. Ein altes Männchen habe den dortigen Senn um ein Stück Brot gebeten, sei aber von diesem zum Teufel gejagt worden. Darauf habe ein Fluch die Alphütte erzittern lassen und diese sei mitsamt dem Senn in einem tiefen Schlund versunken. Sichtbares Überbleibsel der Katastrophe ist gemäss der Sage ein kleiner Weiher in einer kraterförmigen Mulde.